# Pipistrellus javanicus
Pipistrellus javanicus é uma espécie de morcego da família Vespertilionidae. Pode ser encontrada no Afeganistão, Paquistão, Índia, Nepal, Bangladesh, Mianmar, Tailândia, Camboja, Laos, Vietnã, China, Malásia, Singapura, Indonésia, Brunei e Filipinas.